# Wettersteinkalk
Wettersteinkalk und Wettersteindolomit sind die häufigsten Namen für ein Karbonatgestein aus der Mittleren Trias, der ladinischen und tieferen karnischen Zeitstufe, vergleichbar der deutschen Stufe des höheren Muschelkalks.
Das Gestein ist insbesondere in den Ostalpen verbreitet, mancherorts als Kalkstein (Calciumcarbonat), mancherorts als Dolomit mit einem zusätzlichen Anteil an Magnesium. 
Da bei der Dolomitisierung durch die Umkristallisation die Fossilspuren weitgehend gelöscht werden, sind im Wettersteindolomit die Fossilien noch schlechter, selbst im Dünnschliff kaum noch zu erkennen. Wettersteindolomit ist selten so bituminös und daher meist wesentlich reiner und hellfarbiger als der typische Hauptdolomit. Ansonsten sind keine grundsätzlichen Unterschiede zum gleichnamigen Kalk bekannt. 
Namensgebend war das Wettersteingebirge, weil der Wettersteinkalk hier besonders mächtige Berge bildet. Seinen Verbreitungsschwerpunkt besitzt er aber im Karwendel. In manchen Gegenden tritt ein engräumiger Wechsel von Kalk- und Dolomitfazies auf.
Zu den Unterformen gehören Messerstichkalk, Schlerndolomit, Marmolatakalk, Steinalmkalk und Unterer Ramsaudolomit.

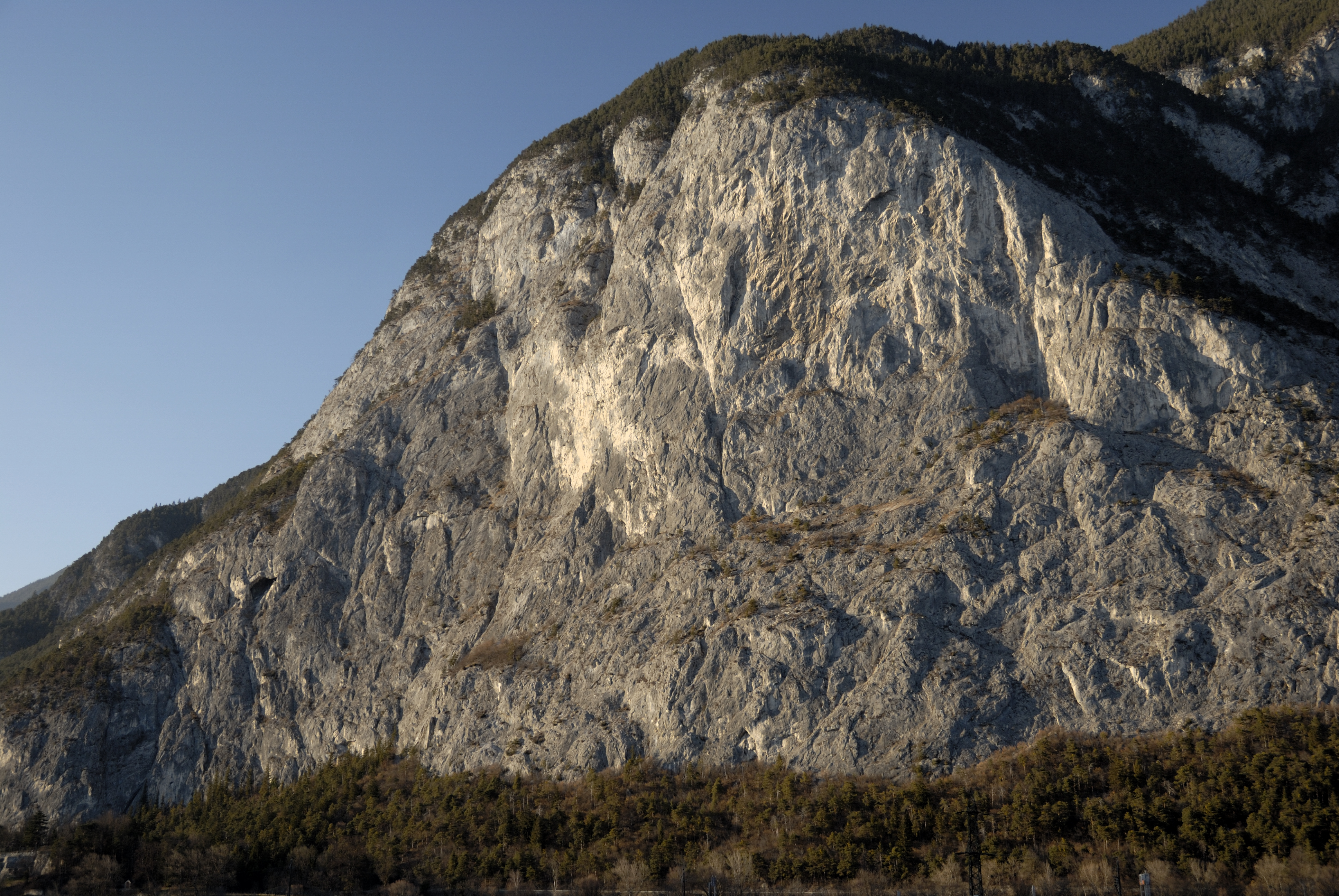
Die Martinswand bei Zirl ist aus massigem Wetterstein-Riffkalk aufgebaut

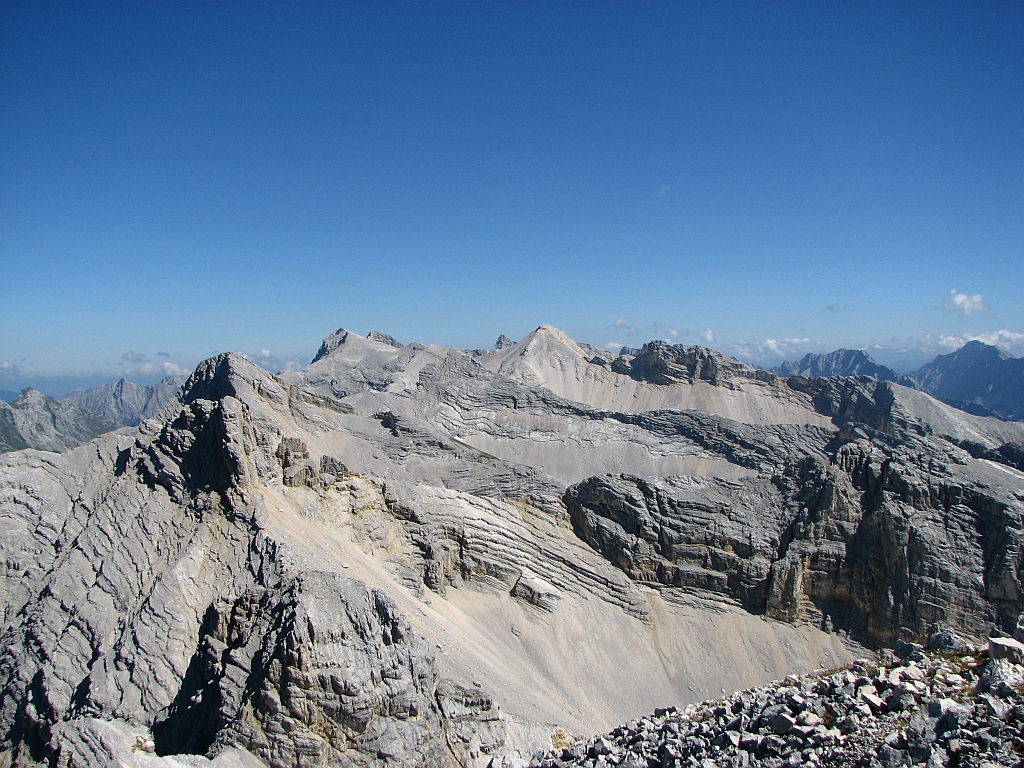
Gebankter Wettersteinkalk im Karwendel

## Aufbau
Zumindest für die Gebiete, in denen der Wettersteinkalk mächtig ist, soll im Allgemeinen folgende Schichtfolge gelten: 
- Der untere Wettersteinkalk ist gebankt und dunkelfarbig; er enthält oft noch Anklänge an die tonigen Partnach-Schichten oder kieseligen Reiflinger Kalke bzw. den alpinen Muschelkalk.
- Der mittlere Wettersteinkalk ist ein heller, ungeschichteter Riffkalk, er bildet den Gipfelbereich etwa der Laliderer Spitze.
- Der obere Wettersteinkalk ist auch hellfärbig, aber wieder sehr deutlich gebankt, mit Ähnlichkeit zu den Lofer-Zyklothemen der Oberen Trias. Seine deutlichen Bänke bilden beispielsweise den Gipfel der Birkkarspitze und der Kaltwasserkarspitze.
- In den obersten Partien des Wettersteinkalkes finden sich gelegentlich Schichten, in denen im Kalkstein etwa linsengroße flache Hohlräume vorhanden sind, wobei die Hohlräume in alle Richtungen orientiert sind. Diese Variante wird auch als Messerstichkalk bezeichnet. Es wurde die Vermutung geäußert, dass ursprünglich Gipskristalle anstelle der Hohlräume gewesen seien, wobei der Gips später durch Sickerwasser aufgelöst oder aber nach folgender Reaktion unter Mitwirkung von Erdgas in Kalk umgewandelt sein kann:

CaSO4 + CH4 = CaCO3 + H2O + H2S

## Kennzeichen
Kennzeichnend für den Wettersteinkalk ist seine hohe Reinheit und seine Resistenz gegen Erosion, weswegen er äußerst steile und gewaltige Felswände wie z. B. die Hochwanner-Nordwand im Wetterstein (1400 m mächtig) bildet. 
Bergsteigerisch ist er deshalb ein besonderer Anziehungspunkt sowohl für Kletterer als auch Bergwanderer, denn viele klassische Kletterrouten sind im Wettersteinkalk. Äußerst attraktive Berge wie Zugspitze, Alpspitze, Birkkarspitze, Lamsenspitze, Scheffauer und Säuling bestehen aus Wettersteinkalk. 
Typisch ist auch die verbreitete Verkarstung, die sich im Vorkommen von Dolinen, Höhlen und Karrenfeldern äußert.
Eine weitere Folge seiner hohen Resistenz gegen Abtragung ist die Konservierung von Altflächen aus dem Tertiär, d. h. hochgelegene relativ ebene Flächen, die durch Flusserosion noch nicht zerschnitten (zertalt) worden sind, womit eine alte Landschaftsform aus dem Tertiär bis heute gut erhalten blieb. Gute Beispiele hierfür sind das Zugspitzplatt, das Leutascher Platt und das Höllentalkar. In den meisten Bereichen sind die im Tertiär weit verbreiteten Ebenen durch Zerschneidung durch Gewässer in Grate und Täler umgewandelt worden.

## Vorkommen
In den ganzen nördlichen und südlichen Kalkalpen entweder gipfelbildend oder im Untergrund der Gebirge. Gipfelbildend ist er in:
- Karwendel und Wetterstein (mit der Zugspitze), einschließlich Mieminger Kette, ausgenommen nur einige Berge um Seefeld in Tirol
- weiter westlich die Heiterwand
- Wilder und Zahmer Kaiser, sowie eine Bergkette nach Westen mit Guffert
- am Alpenrand die großen Felsgipfel der Tannheimer Berge und Teile der Ammergauer Alpen (z. B. Säuling, Hochplatte), der Staufen bei Reichenhall, Höllengebirge und Traunstein im Salzkammergut und im Sengsengebirge.
- Rax und Schneeberg

In den Südalpen vor allem:
- deren höchster Berg Marmolada
- sowie die Berge am Westrand der Dolomiten (wo der obere Dolomit schon abgetragen ist): Geislerspitzen, Schlern und Langkofel, Rosengarten, Latemar
- im Süden der Dolomiten die Palagruppe

## Lokalnamen
- In den Südalpen ist die Gesteinsserie meist dolomitisiert vorhanden und wird meistens mit dem Namen Schlerndolomit belegt.
- Gerade aber an der Königin der Dolomiten, dem höchsten Berg Marmolata, liegt das Gestein mehr kalkig vor und heißt dort Marmolatakalk. Dieser Name bleibt jedoch rein lokal, weil in den benachbarten Gebirgen durchwegs Dolomit vorliegt.
- In Teilen der Nördlichen Kalkalpen liegt in einigen Gegenden eine sehr enge Wechsellagerung und auch eine Verschuppung der Kalk- mit der Dolomitfazies vor. Die karnische Stufe ist ohne jedes Sediment geblieben, so dass die Kalke und Dolomite des Ladiniums mit denen des Noriums praktisch zusammenhängen. Zwischen dem Wettersteindolomit (Ladin, Mitteltrias) und dem Hauptdolomit des (Norium, Obere Trias) ist dort kein Unterschied zu sehen, deshalb werden dort beide Stufen als Ramsaudolomit zusammengefasst, wobei beim letzteren nur dessen unterer Teil mit dem Wettersteindolomit identisch ist. Diese Zusammenfassung dient der Bequemlichkeit des kartierenden Geologen.
- In Teilen der Nördlichen Kalkalpen findet man bereits zu Beginn der Mitteltrias (anisische Stufe) ein dem Wettersteinkalk sehr ähnliches Gestein mit Diploporen als Fossilien. Falls diesem Kalk oberhalb noch ein anderes Gestein vor dem Wettersteindolomit folgt, ist dieses also von dem Wettersteindolomit abtrennbar, wird es als Steinalmkalk, nach der Steinalm bei Saalfelden, bezeichnet.

Im 19. Jahrhundert wurde es als Unterer Alpenkalk bezeichnet, in Bezug darauf, dass ein weiterer sehr mächtiger Stapel von Karbonatgesteinen (Kalk oder Dolomit) aus der oberen Trias oberhalb lagert oder einst lagerte.

## Fossilien
Dasycladaceen (Wirtelalgen) mit der typischen Art Diplopora annulata mit einer Wuchsform ähnlich einem Schachtelhalm und mit einem Kalkskelett um den Stängel. Die Fossilien sind makkaroniartige Kalkröhren unterschiedlicher Größe, außen wie innen gekerbt, so dass die Stängelteile von außen wie Geldrollen aussehen, also geringelt (annulata). Bei genauer mikroskopischer Untersuchung zeigt sich, dass die Röhren von feinen Kanälen perforiert sind. Diese Kanäle gabeln sich von der Innenseite nach außen in zwei Äste, daher der Name „Diplopora“.
Die Diploporen bauten ganze Riffe auf, so dass sie heute noch gelegentlich in aufrechter Lage im Stein erhalten sind. Sie waren, zusammen mit Kalkschwämmen, die einzigen Riffbildner, da der Stamm der Korallen unter dem Massensterben an der Zeitenwende Perm-Trias so sehr gelitten hatte, dass Riff bildende Korallen damals noch nicht wieder vorhanden waren.

## Erzvorkommen
Typisch für den Wettersteinkalk ist eine Vererzung mit Blei und Zink (Bleiglanz und Zinkblende), welche fast über die ganzen nördlichen und über weite Bereiche der südlichen Kalkalpen verbreitet ist. Am berühmtesten sind die Erzvorkommen von Bad Bleiberg westlich von Villach in Kärnten, von Raibl in Friaul und von Mesica im Osten Sloweniens. In den Nordalpen wurde in den 50er Jahren ein Vorkommen im Karwendel (Lafatsch, bei der Kastenalm im Hinterautal) untersucht, wegen zu geringer Vererzung und zu geringen Vorräten aber nicht abgebaut. In der Vergangenheit waren viele andere Vorkommen bauwürdig, wie der Rauschberg bei Ruhpolding, der Staufen bei Reichenhall usw. Im Karwendel, Wettersteingebirge und in den Mieminger Bergen, wie auch an der Heiterwand waren Abbaue (St. Veit, Nassereith, Dirstentritt). Wirtschaftlich wichtig war im späten Mittelalter / der frühen Neuzeit neben dem Blei, das der Extraktion von Silber aus den Kupfererzen von Schwaz diente, auch der relativ geringe Silbergehalt des Bleiglanzes (ca. 100–200 g/Tonne Blei; vgl. ca. 0,5 % Silber im Schwazer Fahlerz). Am Säuling wurde eine Vererzung des Wettersteinkalks/-dolomits mit Ankerit (verwittert Limonit) als Eisenerz genutzt. In den Jahren um den Ersten Weltkrieg waren Molybdänvorkommen (Wulfenit) in den gleichen Erzen wichtig, hier sind besonders die Abbaue bei Bleiberg und Mies (Mesica) zu nennen, während der Versuchsabbau im Höllental des Wettersteins trotz großer Anstrengungen zu keinen nennenswerten Erzmengen führte. Die Vererzung muss im Wesentlichen praktisch synsedimentär entstanden sein, das heißt noch während der Wettersteinkalk oder spätestens die Raibler Schichten abgelagert wurden, da die höhergelegenen Kalke oder Dolomite der norischen Stufe von den Erzgängen in keinem Fall erreicht werden.